# 고주원
고주원(高周元, 1981년 10월 16일 ~ )은 대한민국의 배우이다.

## 이력
2003년 패션 모델 첫 데뷔하였고 이어 같은 해 SBS 서울방송 TV 드라마에서 연기자 데뷔하였다.

## 학력
- 문성중학교 졸업
- 광주대동고등학교 졸업
- 서강대학교 경제학 학사
- 연세대학교 언론홍보대학원 언론홍보학과 석사

## 출연작

### 드라마
- 2003년 SBS 드라마스페셜 《때려》 ... 홍윤표 역
- 2003년 KBS2 단막극 《깍두기》 - 각두 역
- 2004년 SBS 대하드라마 《토지》 ... 송영광 역
- 2005년 KBS2 수목 미니시리즈 《부활》 ... 정진우 역
- 2005년 KBS1 저녁 일일연속극 《별난여자 별난남자》 ... 장석현 역
- 2006년 KBS2 주말연속극 《소문난 칠공주》 ... 유일한 역
- 2007년 SBS 월화 대하사극 《왕과나》 ... 성종 역
- 2008년 MBC 주말 특별기획 드라마 《내 여자》 ... 김현민 역
- 2010년 SBS 드라마스페셜 《산부인과》 ... 이상식 역
- 2010년 MBC 주말 특별기획 드라마 《김수로》 ... 이진아시 역
- 2013년 KBS2 주말연속극 《최고다 이순신》 ... 박찬우 역
- 2014년 TV조선 설 특집극 《파랑새는 있다》 ... 닥터 오 역
- 2014년~2015년 MBC 주말 특별기획 《전설의 마녀》 ... 마도현 역
- 2014년 SBS 저녁 일일연속극 《달려라 장미》 ... 황태자 역
- 2016년 JTBC 금토 미니시리즈 《마담 앙트완》 ... 고혜림의 전 남편 역
- 2019년 MBC 주말 특별기획 드라마 《슬플 때 사랑한다》 ... 하성호 역
- 2019년 SBS 월화 특별기획 드라마 《해치》 ... 이인좌 역
- 2023년 KBS2 주말연속극 《효심이네 각자도생》 ... 강태민 역

### 영화
- 2005년 《무등산 타잔, 박흥숙》 - 박흥숙 역

### 방송
- 2009년 KBS2 《출발드림팀 시즌 2》
- 2010년 SBS 《강심장》
- 2010년 SBS 《런닝맨》 한양여자대학교 편
- 2014년 KBS2 《별친구》
- 2015년 JTBC 《학교 다녀오겠습니다》
- 2015년 SBS 《정글의 법칙》
- 2016년 tvN 《렛츠고 시간탐험대 시즌 3》
- 2019년 MBC 《볼케이노 어드벤처》 1부 화산 사냥꾼들
- 2020년 tvN 《신박한 정리》 - 게스트 출연
- 2022년 채널A 《오은영의 금쪽상담소》
- 2022년 TV 조선 《식객 허영만의 백반기행》- 게스트 181회

### 광고
- SK텔레콤 네이트닷컴
- 대한항공
- CJ라이온 인조이 유어 라이스데이
- 현대 하이카 다이렉트 자동차 보험

## 홍보대사
- 2007년 공군 홍보대사
- 2009년 대한민국 뷰티디자인엑스포 홍보대사
- 2011년 서울특별시 송파구청 일자리 홍보대사
- 2013년 제15회 서울국제청소년영화제 홍보대사

## 수상 및 후보
| 연도 | 시상식                          | 부문                           | 작품              | 결과 |
| ---- | ------------------------------- | ------------------------------ | ----------------- | ---- |
| 2005 | KBS 연기대상                    | 신인남자연기상                 | 별난여자 별난남자 | 수상 |
| 2006 | 대한민국 영상대전               | 연기자부문 포토제닉상          | 소문난 칠공주     | 수상 |
| 2006 | KBS 연기대상                    | 우수연기상                     | 소문난 칠공주     | 수상 |
| 2009 | 제8회 공군을 빛낸 인물 협력부문 | 빈칸                           | 빈칸              | 수상 |
| 2015 | SBS 연기대상                    | 장편드라마부문 남자 우수연기상 | 달려라 장미       | 후보 |
| 2023 | KBS 연기대상                    | 장편드라마부문 남자 우수상     | 효심이네 각자도생 | 후보 |